# باینتر تاون (ایندیانا)
باینتر تاون (به انگلیسی: Bainter Town) یک منطقهٔ مسکونی در ایالات متحده آمریکا است که در شهرستان الخارت، ایندیانا واقع شده است. باینتر تاون ۲۴۶٫۸۹ متر بالاتر از سطح دریا واقع شده است.